# Vicens Tomàs i Cordon
Vicens Tomàs i Cordon (Malgrat de Mar, 24 de setembre de 1955) és fotògraf i documentalista. Ha realitzat i codirigit diversos documentals, entre els quals en destaquen Un tomb pel Pla (2008), Viure el càncer (2011) i De Bòsnia a l'ictus (2012). També va ser redactor de la revista Som-hi de Malgrat des de la seva fundació fins al seu tancament (1977-2015) i ha col·laborat amb diversos mitjans de comunicació de premsa, ràdio i televisió. Vicens Tomàs ha exposat diversos treballs fotogràfics de vessant social com ara Bombers, Dones i treball, Circ Cric, Jazz, Deixem de ser invisibles i Línia roja de Sarajevo. L'any 2009 va ser guardonat amb el primer premi del PixelJazz de Terrassa.
Amb el documental Gavina, fent volar els infants del Raval i del Món va guanyar el premi de Comunicació Social Montserrat Roig que organitza l'Ajuntament de Barcelona. També ha editat el llibre Som amb tu, amb fotos de Txarango i poemes de l’Associació Rimaterrània, i ha publicat el llibre Darrere la Càmera, un recull dels seus 40 anys de trajectòria professional.